# エドワード・ノエル (初代ウェントワース子爵)

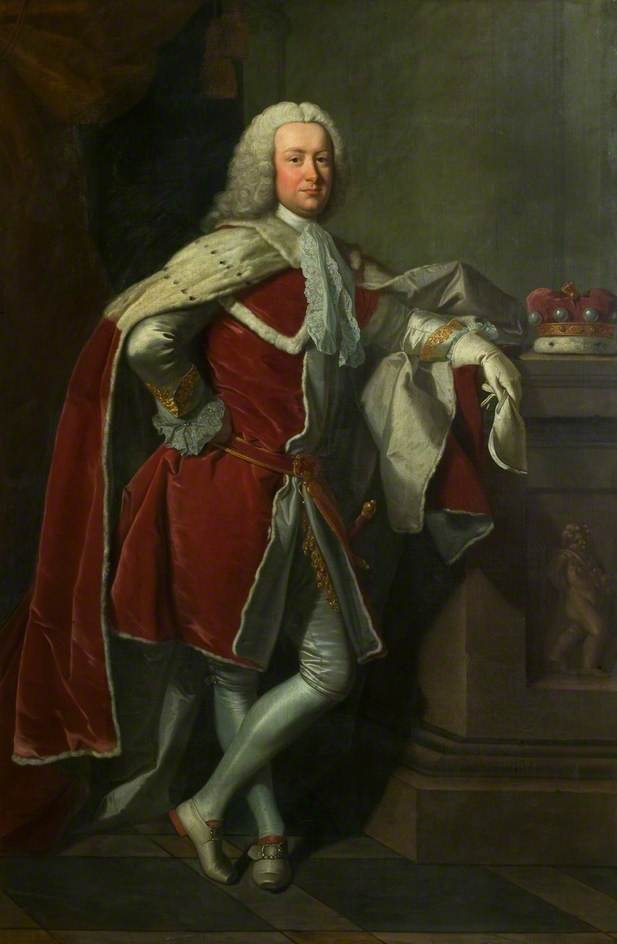
トマス・ハドソンによる肖像画

初代ウェントワース子爵エドワード・ノエル（英語: Edward Noel, 1st Viscount Wentworth、1715年8月30日 – 1774年10月31日）は、イギリスの貴族。

## 生涯
第5代準男爵サー・クロベリー・ノエルとエリザベス・ローニー（Elizabeth Rowney、トマス・ローニーの娘）の息子として、1715年8月30日に生まれ、9月11日にカークビー・マロリーで洗礼を受けた。
1733年7月30日に父が死去すると、準男爵位を継承した。
1733年7月23日にオックスフォード大学ニュー・カレッジに入学、1736年7月19日にM.A.の学位を、1744年8月23日にD.C.L.の学位を修得した。
1745年7月18日に祖父ジョン（1668年 – 1697年）の母マーガレット（1671年没）の兄弟ジョン（1640年頃 – 1693年）の娘にあたる第8代ウェントワース女男爵マーサ・ジョンソンが死去すると、ウェントワース男爵の爵位を継承した。1762年5月5日にはグレートブリテン貴族であるレスターシャーにおけるウェルズバラのウェントワース子爵に叙された。
1774年10月31日にカークビー・マロリーで死去、11月8日に同地で埋葬された。息子トマスが爵位を継承した。

## 家族
1744年7月20日、ジュディス・ラム（Judith Lamb、1725年1月10日 – 1761年12月3日、ウィリアム・ラムの娘）と結婚、1男3女をもうけた。
- トマス（1745年 – 1815年） - 第2代ウェントワース子爵
- ジュディス（1751年11月3日 – 1822年1月28日） - 1777年1月7日、第6代準男爵サー・ラルフ・ミルバンク（後に姓をノエルに改める）と結婚、子供あり。第11代ウェントワース女男爵アン・バイロン（英語版）の母
- エリザベス（1779年6月21日没） - 1777年6月19日、ジェームズ・ブランド・バージェス（英語版）（後に姓をラムに改める。また、後に初代準男爵に叙爵）と結婚
- ソフィア・スザンナ（1758年3月24日 – 1782年6月28日） - 1777年8月18日、第2代スカーズデイル男爵ナサニエル・カーゾン（英語版）と結婚、子供あり